# Wyspa Folly
Wyspa Folly – jedna z wysepek subantarktycznej grupy wysp Campbella należących do Nowej Zelandii.